# Crime Slunk Scene
Crime Slunk Scene är det artonde studioalbumet av gitarristen Buckethead. Albumet var Bucketheads fjärde turnéalbum och ursprungligen endast sålt på hans turné 2006, men det gjordes senare tillgänglig på Travis Dickerson skivbolag TDRS Music, tills det slutligen blev slutsåld. Spåret Soothsayer har blivit en av Buckethead mer populära sånger, och är mycket ofta spelad live.

## Låtlista
| Nr           | Titel                                            | Längd |
| ------------ | ------------------------------------------------ | ----- |
| 1.           | King James                                       | 3:57  |
| 2.           | Gory Head Stump 2006: The Pageant of the Slunks  | 5:31  |
| 3.           | The Fairy and the Devil                          | 2:57  |
| 4.           | Buddy Berkman's Ballad                           | 3:40  |
| 5.           | Mad Monster Party                                | 3:24  |
| 6.           | Soothsayer (tillägnad faster Suzie (aunt Suzie)) | 9:04  |
| 7.           | Col. Austin VS Col. Sanders AKA Red Track Suit   | 3:22  |
| 8.           | We Can Rebuild Him                               | 3:36  |
| 9.           | Electronic Slight of Hand                        | 2:57  |
| 10.          | Mecha Gigan                                      | 2:39  |
| 11.          | Slunk Parade AKA Freaks in the Back              | 3:14  |
| Total längd: | Total längd:                                     | 44:21 |